# Twilight Zone (Iron Maiden)
För andra betydelser, se Twilight Zone.
Twilight Zone är en låt och den femte singeln av den brittiska heavy metalgruppen Iron Maiden släppt den 2 mars, 1981. Det var den första singeln till det andra albumet av Iron Maiden, Killers dock fanns låten inte med på albumet i Europa. På nyutgåvan på CD som kom 1998 fanns Twilight Zone med på albumet. Låten handlar om en själ i skärselden som hemsöker sin älskare och lyckas döda henne så att hon kan förenas med honom. Dave Murray kom på riffet till låten och Steve Harris skrev melodin.
Den var egentligen en dubbel singel då låten Wrathchild fanns med på samma skiva. Twilight Zone skulle egentligen ligga på B-sidan av singeln men bandet tyckte den var så bra att den hamnade på A-sidan istället. Enligt bandet var inte deras musikproducent, Martin Birch, på plats då låten spelades in så bandet fick göra den själv. Detta var även den första singeln med den nya gitarristen i bandet, Adrian Smith.

## Låtlista
1. Twilight Zone (Murray, Harris)
2. Wrathchild (Harris)

## Medlemmar
- Steve Harris - Bas
- Paul Di'Anno - Sång
- Dave Murray - Gitarr
- Adrian Smith - Gitarr
- Clive Burr - Trummor